# Meriem Belmihoub
Meriem Belmihoub-Zerdani (1935 – 27 de julho de 2021) foi uma ativista pela independência da Argélia, advogada e feminista.

## Vida
Como estudante da faculdade de direito, em maio de 1956 Belmihoub tornou-se um dos primeiros alunos a responder ao apelo da Frente de Libertação Nacional para servir como enfermeira ao lado da luta armada pela independência da Argélia. Presa na França pela sua actividade de prestação de cuidados médicos a soldados argelinos, ela e outras mulheres presas protestaram contra a sua prisão em cartas que foram republicadas pela organização humanitária Freench Secours populaire français, bem como em panfletos do Comité de Mulheres Estudantes de Túnis da Argélia, Tunísia e Marrocos.
Belmihoub tornou-se deputada na Assembleia Constituinte de 1962-3. Ela contribuiu para uma série de artigos publicados pelo jornal diário Le Peuple em agosto de 1963, abordando a questão 'Existe um problema com as mulheres argelinas?':

Não podemos falar da emancipação da mulher ao falar sobre o véu e as tradições, mas sim dando-lhe trabalho.
Em 1964, Belmihoub tornou-se uma das primeiras duas mulheres indígenas argelinas a ser convocada para a Ordem dos Advogados de Argel.
Ela serviu também como vice-presidente da Convenção sobre a Eliminação de Todas as Formas de Discriminação contra a Mulher (CEDAW).
Morreu em 27 de julho de 2021, aos 86 anos de idade.